# مارک گیرشاو
مارک گیرشاو (لهستانی: Marek Gierszał؛ زادهٔ ۱۹۶۲) بازیگر و کارگردان نمایش اهل لهستان است. وی دانش‌آموختهٔ آکادمی ملی هنرهای نمایشی آ.س.ت. در کراکوف است.
از فیلم‌ها یا مجموعه‌های تلویزیونی که وی در آن‌ها نقش داشته است، می‌توان به کارگزار من، دختران جنگ و فیلیپ اشاره نمود.